# Port Mansfield
Port Mansfield – jednostka osadnicza w Stanach Zjednoczonych, w stanie Teksas, w hrabstwie Willacy.